# Shōchan
Shōchan (正チャン) est un très ancien personnage de manga créé au début du XXe siècle au Japon par Katsuichi Kabashima (樺島 勝一, Kabashima Katsuichi) et Nobutsune Oda (織田 信恒, Oda Nobutsune). Sa première aventure, Shōchan no Bōken (正チヤンの冒険, littéralement « les aventures de Shōchan ») est sortie en 1923. Shōchan est un jeune journaliste travaillant pour le journal Asahi. Il a un animal de compagnie qui parle : un gros écureuil appelé Risu (リス).

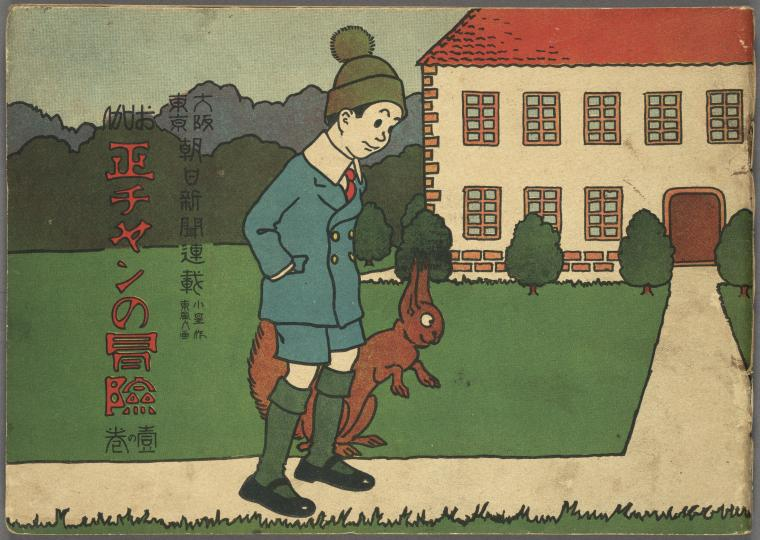
Shōchan présenté sur la couverture du manga

On peut remarquer qu'il a des points communs notables avec Tintin. Cependant, les aventures de Tintin sont plus réalistes, tandis que celles de Shōchan sont plus fantastiques : il va au paradis, rencontre des monstres et des centaures.
Il serait en fait inspiré de Pip, Squeak and Wilfred paru à partir de 1919 dans The Daily Mirror en Angleterre. De plus, il est le premier manga à utiliser des bulles pour les dialogues (en plus du texte descriptif, toujours présent dessous ou sur les côtés de chaque case).